# Malinová, Slovacia
Malinová este o comună slovacă, aflată în districtul Prievidza din regiunea Trenčín. Localitatea se află la altitudinea de 342 m deasupra n.m., se întinde pe o suprafață de 13,09 km2 și în 2017 număra 943 de locuitori.

## Istoric
Localitatea Malinová este atestată documentar din 1339.

## Demografie
| An:                | 1994 | 2004   | 2014   | 2024    |
| ------------------ | ---- | ------ | ------ | ------- |
| Număr de persoane: | 825  | 892    | 909    | 1011    |
| Diferență:         |      | +8,12% | +1,90% | +11,22% |

| An:                | 2023 | 2024   |
| ------------------ | ---- | ------ |
| Număr de persoane: | 1026 | 1011   |
| Diferență:         |      | −1,46% |